# Ochropleura centralasiae
Ochropleura centralasiae är en fjärilsart som beskrevs av Wagner 1913. Ochropleura centralasiae ingår i släktet Ochropleura och familjen nattflyn. Inga underarter finns listade i Catalogue of Life.